# Prairie City (Iowa)
Pour les articles homonymes, voir Prairie City.
Prairie City est une ville du  comté de Jasper, en Iowa, aux États-Unis. Elle est fondée en 1856 et incorporée le 7 août 1874.

## Source de la traduction
- (en) Cet article est partiellement ou en totalité issu de l’article de Wikipédia en anglais intitulé « Prairie City, Iowa » (voir la liste des auteurs).